# うつし絵 (岡林信康のアルバム)
『うつし絵』（うつしえ）は、岡林信康が1975年7月25日に日本コロムビア移籍後初制作したスタジオ・アルバム。

## 解説
前作のアルバム『誰ぞこの子に愛の手を』の取材のため1974年秋、当時住んでいた京都から東京の黒田征太郎宅に宿泊した際、「あしたテレビで、演歌の新人、ええのが出るぞ」と言われて、翌朝『小川宏ショー』で見た西川峰子の『あなたにあげる』に感化されて制作したアルバム。
最初はこの歌を聴いてもなんとも思わなかったが、テレビが終わってからも耳について離れないようになり、美空ひばりや三橋美智也、春日八郎などの演歌歌手のレコードを買い漁り、聴きまくる日々が続き、後に美空ひばりが歌うことになる「月の夜汽車」をきっかけに10曲ほどできたところで、アルバムの制作となった。

### エピソード
CBS・ソニーから日本コロムビアに移籍して演歌のアルバムを作るとなったとき、CBS・ソニーから「うちにも演歌のスタッフはいます」と引き留められ、松本隆からも「演歌のプロデュースをしてみたい」と言われたが、美空ひばりがいることと、演歌と言ったら日本コロムビア、圧倒的に演歌のスタッフの数が多いこともあり、移籍を決めた。

## 収録曲
全作詞・作曲：岡林信康（特記除く）

### Side A
1. 月の夜汽車  –  (4:17)
  - アルバムの中で最初に作った曲で、『越後獅子の唄』を何度も聴いているうちにポロッとできた曲[4]。この曲をカセット・テープに吹き込んで黒田征太郎に送っておいたら、美空ひばりが気に入って歌うことになった[2]。このことがきっかけで、日本コロムビアに移籍することになる[4]。
2. かえり道  –  (4:22)
3. 青い月夜の散歩道  –  (3:12)
  - 作曲：岡林信康、小杉仁三

アルバムから1か月後に、リカットシングルとしてリリース。
4. 影と二人  –  (3:08)
5. 夜風のブルース  –  (3:51)
6. 雨上りの丘  –  (4:02)

### Side B
1. 村日記  –  (2:56)
2. 橋〜“実録”仁義なき寄合い  –  (4:34)
後にシングル「わかれ雨」のカップリングとしてシングル・カット。
3. 春を運ぶな雪の海  –  (4:53)
4. 春の裾  –  (4:13)
5. 風の流れに  –  (4:56)
  - この曲も美空ひばりによって歌われた。

### ボーナス・トラック
2008年リリースの紙ジャケット仕様盤には、ボーナス・トラックとして以下の2曲が収録されている。
1. わかれ雨  –  (4:41)
  - 作詞・作曲：岡林信康
2. 「うつし絵」へのひとり言  –  (5:46)
  - 構成：吉岡治、聞き手：黒田征太郎、挿入歌：「越後獅子の唄」（作詞：西條八十、作曲：万城目正）

## レコーディング・メンバー

### ミュージシャン
- 唄、ギター  –  岡林信康
- ギター  –  木村好夫
- 伴奏  –  コロムビア・スタジオ・オーケストラ

### スタッフ
- 企画  –  K2
- 制作  –  中村一好
- 写真撮影  –  川仁忍
- 録音  –  池田伊佐男
- イラストレーション  –  黒田征太郎

## 発売履歴
| 発売日         | レーベル       | 規格 | 規格品番   | 備考 |
| -------------- | -------------- | ---- | ---------- | --- |
| 1975年7月25日  | 日本コロムビア | LP   | CD-7140    | |
| 1988年2月21日  | 日本コロムビア | CD   | 30CA-2166  | 初CD化。 |
| 1993年10月21日 | 日本コロムビア | CD   | COCA-11095 | “CD文庫1500”シリーズによる再発。                                                                                    |
| 2008年12月17日 | 日本コロムビア | CD   | COCP-35312 | “昭和アーカイブス・紙ジャケこれくしょん”。2008年デジタルリマスター盤、紙ジャケット仕様。ボーナス・トラック2曲収録。 |